# Prîlukî, Ovruci
Prîlukî (în ucraineană Прилуки) este un sat în comuna Rudnea din raionul Ovruci, regiunea Jîtomîr, Ucraina.

## Demografie
Componența lingvistică a localității Prîlukî
     Ucraineană (96,55%)
     Rusă (1,8%)
     Belarusă (1,35%)
     Alte limbi (0,3%)
Conform recensământului din 2001, majoritatea populației localității Prîlukî era vorbitoare de ucraineană (96,55%), existând în minoritate și vorbitori de rusă (1,8%) și belarusă (1,35%).